# Carl Konow (1863–1923)
Carl Konow, født den 20. august 1863 i Bergen, død sammesteds den 18. maj 1923, var en norsk præst, sønnesøn af Carl Konow (1806–1876), fætter til Sten Konow (1867–1948).
Konow tog teologisk embedseksamen 1886, 1887 praktisk-teologisk eksamen og foretog derefter en længere studierejse til kendte tyske læreanstalter. 1889 blev han præst i sin fødeby. I de følgende år udvikledes han stadig mere i kulturprotestantisk retning, efter at han i studietiden blev betragtet som konservativ.
Hans berømmelse blev grundlagt i 1906, da Konow i et foredrag udtalte sig til fordel for en modernisering af kristendommen. Biskop Johan W. Erichsen holdt derefter et modforedrag om betydningen af de kristne dogmer. Konow svarede med et nyt offentligt foredrag, hvor en negativ kritik af kirkelæren dominerede.
Nogle sognebørn indsendte en klage til Kirkedepartementet, og det førte til en konflikt som bevirkede at Konow 1907 blev frataget det meste af sognearbejdet, men beholdt gudstjenesterne, da han ikke ville tage sin afsked og kirkeministeren ikke ville lægge sag an for at fratage Konow embedet.
I de sidste år var der ro om Konows navn. 1916 blev han genoptaget i  Bergens presteforening og deltog aktivt på møderne. Konow var i sin religiøsitet mere mystiker end rationalist. En samling Efterlatte prækener blev udgivet 1923.

## Eksternt link
- Biografi i Norsk biografisk leksikon